# Døndal
Døndal är en sprickdal väster om Gudhjem på ön Bornholm i östra Danmark.
Ån Døndaleåen, som rinner genom dalen bildar Danmarks högsta vattenfall, det nästan 20 meter höga Døndalsfaldet. Längs dalens nordvästsida finns en 25 meter hög klippvägg med  utsiktsplatsen Amtmandsstenen på toppen. Enligt en sägen offrades djur och människor förr till gudarna genom att kastas ut från Amtmandsstenen.
På grund av den fuktiga miljön i Døndalen är floran rik och 320 arter har identifierats. Förutom vårens gul- och vitsippor samt ramslök finns också blåsippa, ingefära och vätteros samt Sankt Pers nycklar, 
tvåblad och skogsknipprot. 
Det vanligaste lövträdet  i Døndalen är avenbok, men här finns också vårtbjörk, ask alm, hassel och flera typer av rönn. Vid vattenfallet finns en blandskog av  barrträd. Träd och skogsbotten är täckta av murgröna och på klippväggarna växer ormbunkar  och mossor.
Døndalen ingår i Natura 2000-området Spællinge Ådal, Døndal og Helligdomsklipperne och är skyddat sedan 1975. Danmarks Naturfond äger och förvaltar 37 hektar i Døndalen sedan 1969.